# 野寺楓
野寺 楓（のでら かえで、1998年8月9日 - ）は、静岡県出身の女子競輪選手。日本競輪選手会静岡支部所属、ホームバンクは日本サイクルスポーツセンター。日本競輪選手養成所第122期生。師匠は落合達彦（96期）。妹の野寺梓も同じく女子競輪選手（126期）。

## 経歴
静岡県伊豆市に生まれ、小学生のときにロードバイクを乗り始めた。中学時代は陸上、高校から自転車競技を始めた。順天堂大学進学後、2019年全日本自転車競技選手権500mタイムトライアルで2位となった。
2021年1月14日、日本競輪選手養成所第122回技能試験に合格。在所競走成績は10位（1勝）。
2022年4月30日、松戸競輪場でデビューし6着。初勝利は同年5月2日の松戸競輪場で挙げた。
2025年2月11日、熊本FII（モーニング）で初優勝。3連単は1,087,070円（191番人気）の高配当を輩出した。